# Metal Gear Solid 4: Guns of the Patriots
Metal Gear Solid 4: Guns of the Patriots je akční stealth adventura z roku 2008, kterou vyvinula společnost Kojima Productions a vydala firma Konami pro PlayStation 3. Jedná se o šestou hru ze série Metal Gear, kterou režíroval Hideo Kodžima.

## Synopse
Děj se odehrává pět let po událostech hry Metal Gear Solid 2: Sons of Liberty a soustředí se na předčasně zestárlého Solid Snakea, nyní známého jako Old Snake, který se vydává na poslední misi s cílem zavraždit svou nemesis Liquid Snakea, jenž nyní obývá tělo jeho bývalého nohsleda Revolvera Ocelota v přestrojení za Liquid Ocelota, než převezme kontrolu nad jednotkou Sons of the Patriots, A. I., který řídí činnost PMC po celém světě.

## Vydání a ohlasy
Hra byla vydána 12. června 2008. Hra Metal Gear Solid 4: Guns of the Patriots se dočkala všeobecného uznání, chvály za hratelnost, grafiku, postavy a emocionální váhu, zatímco kritika se soustředila na spletitost děje a důraz na cutscény.
Hra získala ocenění Hra roku od několika významných herních publikací. Jedná se o jeden z nejvýznamnějších titulů sedmé generace videoherních konzolí, neboť její vydání způsobilo nárůst prodejů systému PlayStation 3 a do roku 2014 se jí celosvětově prodalo šest milionů kopií.